# Жозеф Марьен (стадион)
«Жозеф Марьен» (фр. Stade Joseph Marien, нидерл. Joseph Marienstadion) — многофункциональный стадион, находящийся в столице Бельгии Брюсселе. С момента открытия в 1919 году является официальным домашним полем для местного футбольного клуба «Юнион Сент-Жиллуаз», вмещая 9 400 зрителей.

## История арены
В 1909 году брюссельскими городскими властями «Юниону» было предложено место под возведение клубной арены в Дюден-парке в районе Форест. Строительство началось в 1915 году, во время Первой мировой войны, и окончательно завершилось в 1919 году. 14 сентября 1919 года стадион официально открылся товарищеской встречей между «Юнионом» и итальянским «Миланом». В 1920 году арена стала одним из мест проведения футбольного турнира в рамках Олимпиады.

## Реконструкции

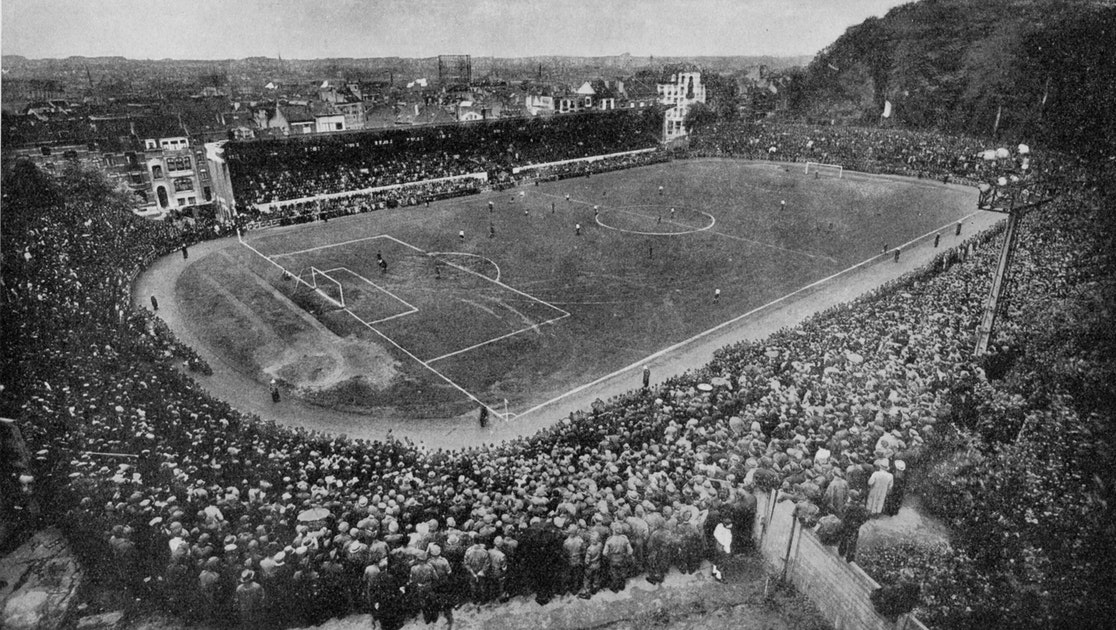
Арена в 1930 году

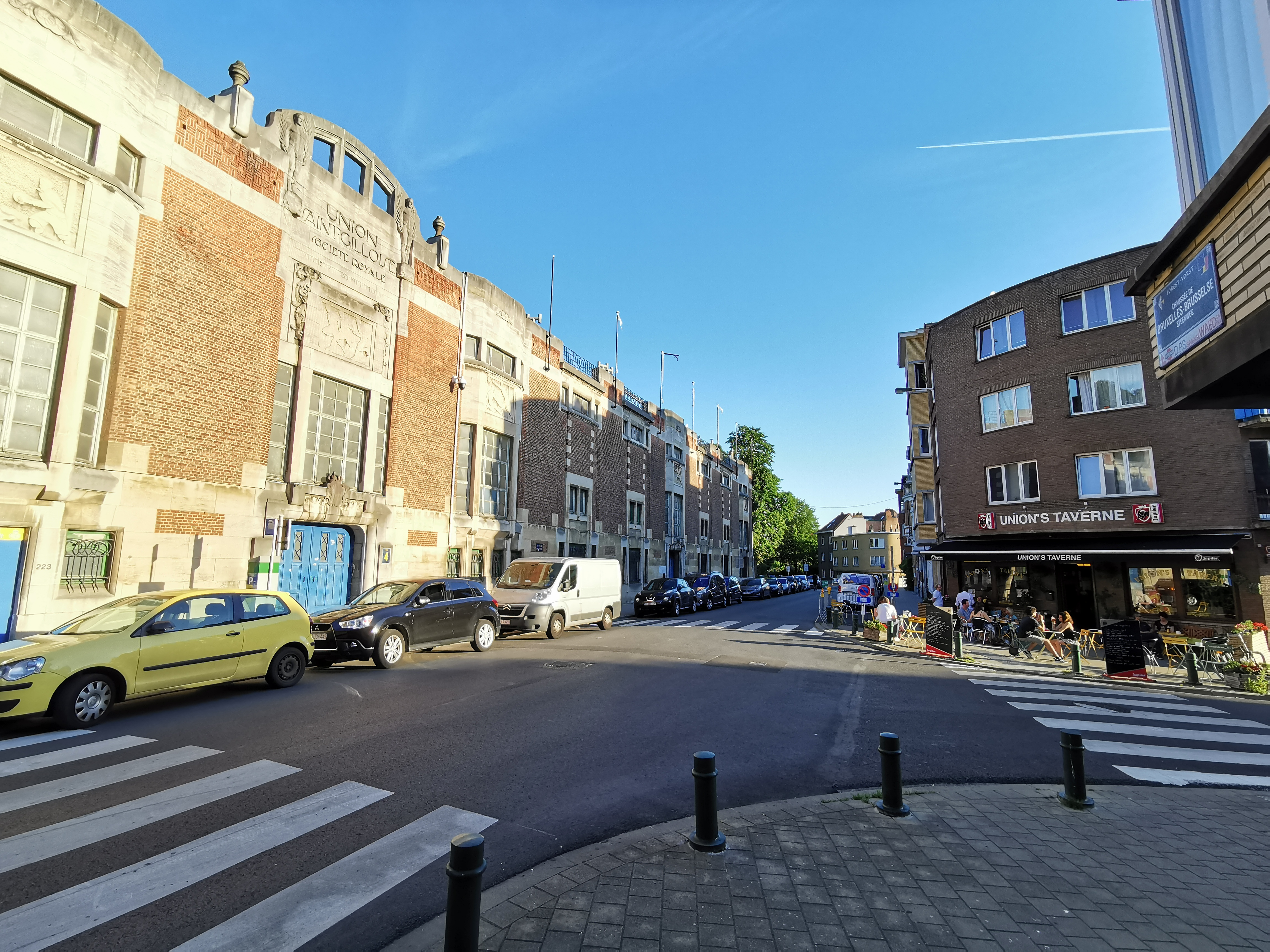
Вид на стадион «Жозеф Марьен» с улицы

В 1926 году стадион был впервые реконструирован, автором проекта выступил архитектор Альберт Каллеверт. В рамках работ по реконструкции фасад арены был оформлен в стиле ар-деко и украшен барельефами работы Оскара Де Клерка. В 2018 году на стадионе прошла вторая в его истории реконструкция.

## Иные постройки на арене

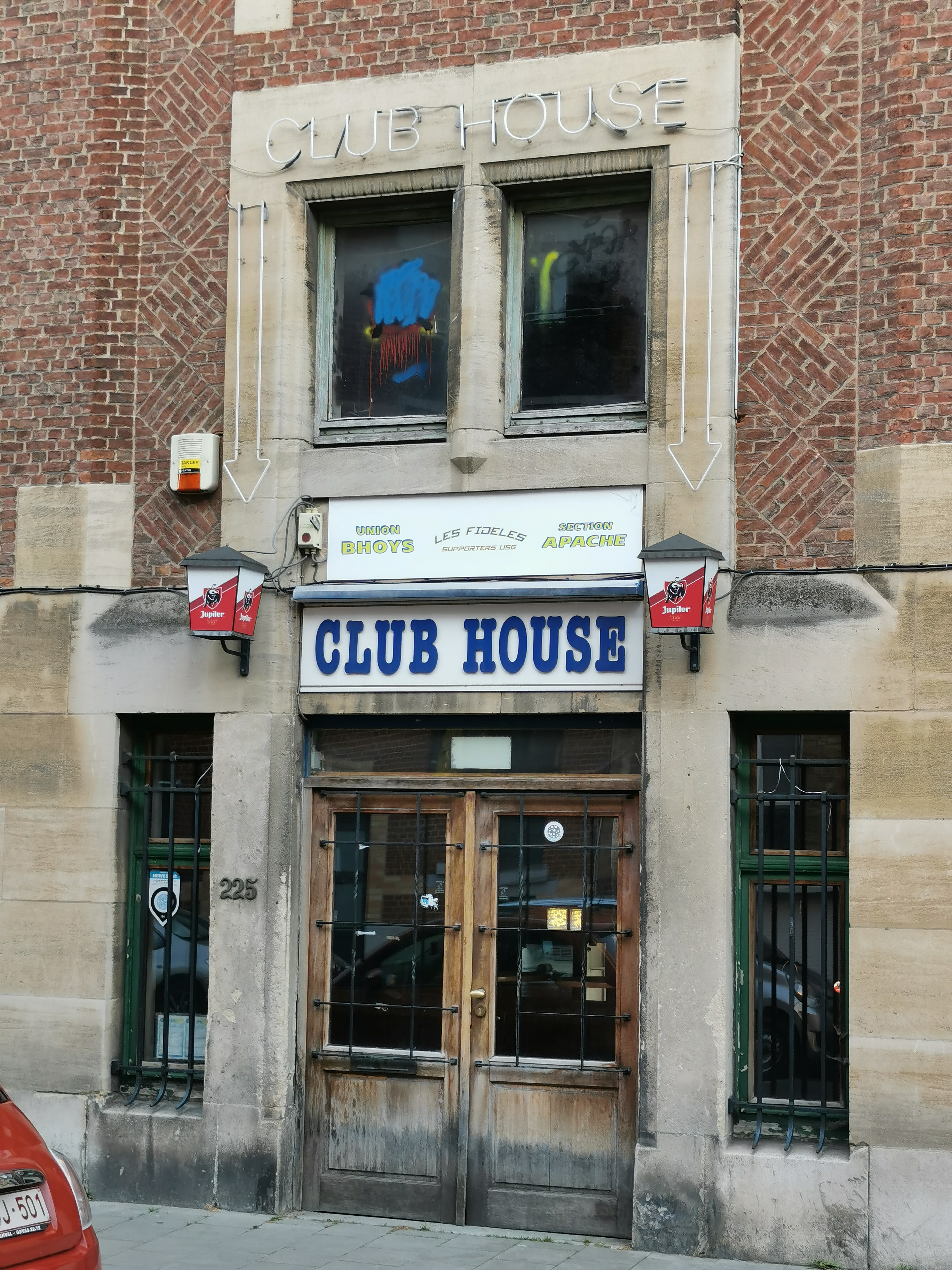
Действующий на «Жозеф Марьен» спорт-бар «Club House» — сердце фанатской жизни «Юниона»

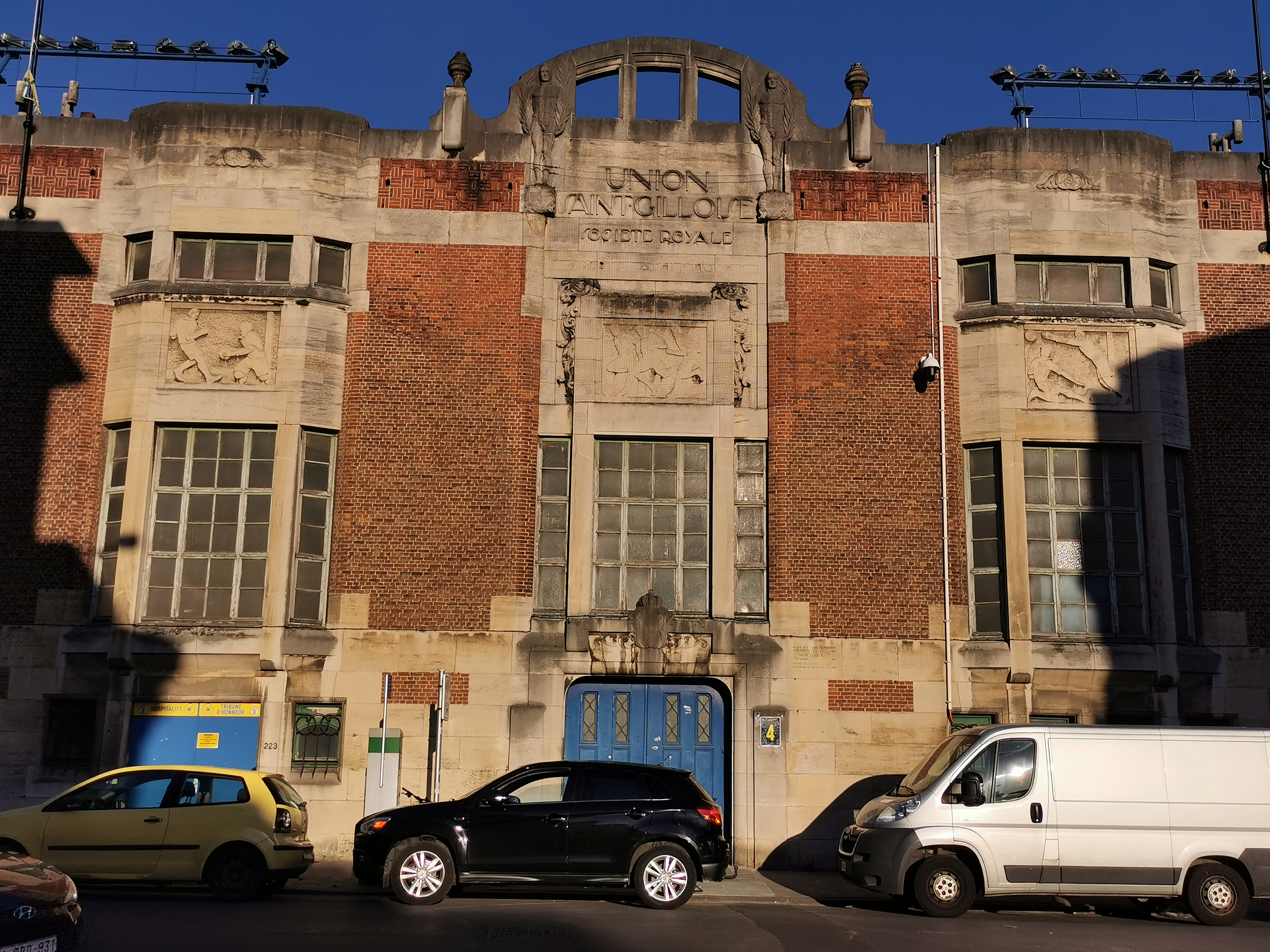
Знаменитый фасад арены

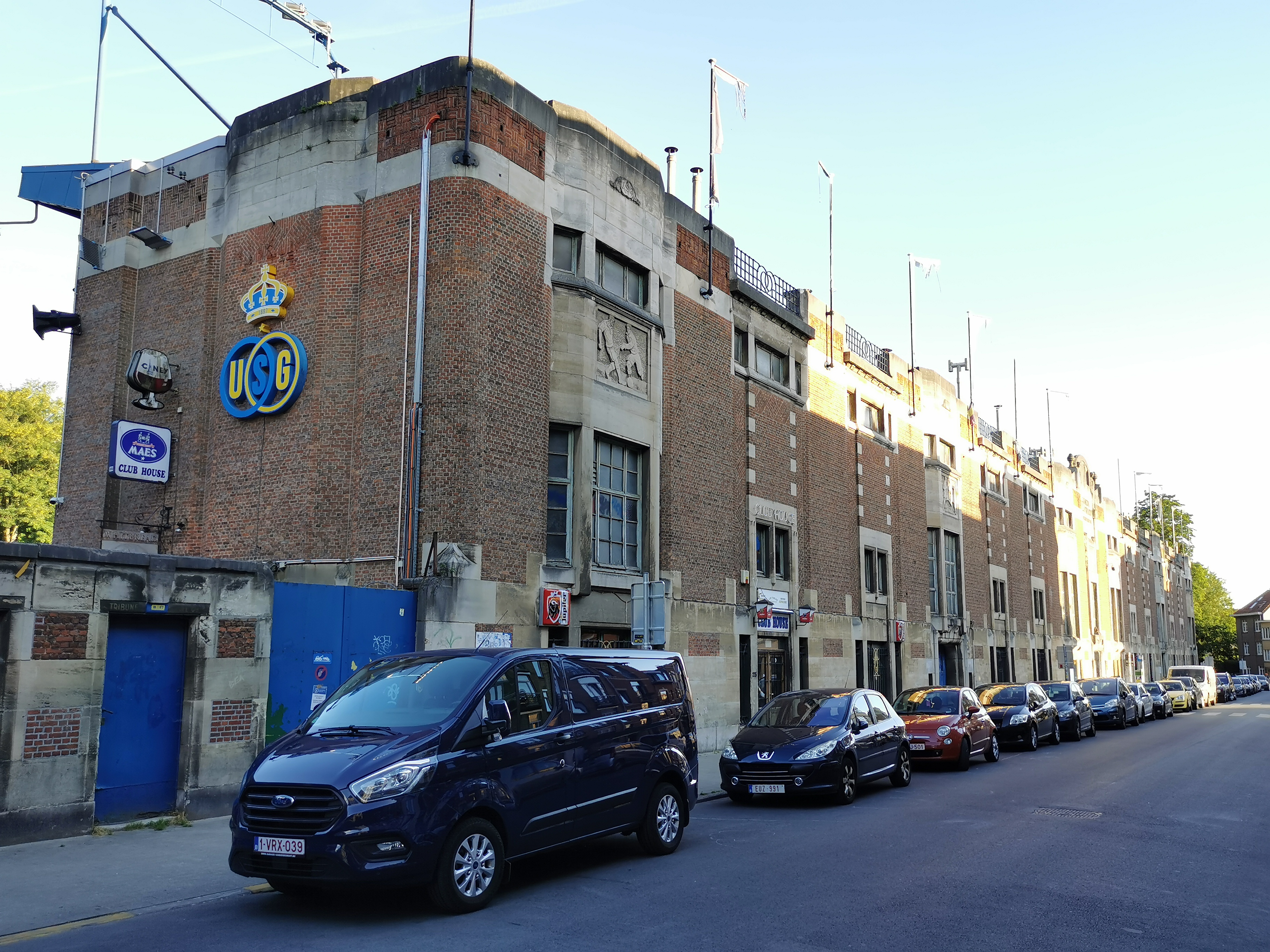
Вид сбоку на арену и вход в клубный бар «Club House»

На стадионе «Жозеф Марьен» расположен принадлежащий клубу спорт-бар «Club House», регулярно посещаемый поклонниками команды.